# Shin Nihonkai Ferry
Shin Nihonkai Ferry (新日本海フェリー, Shin Nihonkai ferī), abrégé en SNF, est une compagnie de navigation maritime japonaise. Opérant en mer du Japon, son activité principale est le transport de passagers et de fret en car-ferry sur des lignes maritimes reliant différents ports du nord-ouest de l'île d'Honshū vers l'île d'Hokkaidō. Fondée en 1969 comme une filiale du groupe Kanko Kisen, Shin Nihonkai Ferry fait aujourd'hui partie du vaste réseau maritime du SHK Line Group qui rassemble toutes les sociétés détenues par Kanko Kisen, notamment Hankyu Ferry.

## Histoire

### Origines
À la fin des années 1960, la demande en constante hausse sur les lignes ferroviaires entre les îles d'Honshū et d'Hokkaidō amène à la saturation de celles-ci. Les compagnies ferroviaires mettent alors en place une ligne maritime afin de faire face à l'augmentation du nombre de passagers, mais surtout du fret. En conséquence, les navires assurant cette ligne sont davantage tournés vers le transport du fret et négligent la qualité des installations destinées aux passagers.
En parallèle, dans l'optique de développer les transports maritimes au Japon, alors frappés par un manque de personnel, des coûts de manutention élevés ainsi qu'une augmentation du volume des marchandises, l'armateur Kanko Kisen met en place en 1968 la première ligne de car-ferry entre les îles d'Honshū et de Kyūshū avec la compagnie Hankyu Ferry, exploitant les premiers ferries modernes dans l'archipel. Afin de proposer un renfort supplémentaire pour l'acheminement du fret tout en offrant aux passagers des prestations de qualité, Kanko Kisen fonde le 11 juin 1969 la compagnie Shin Nihonkai Ferry pour desservir les lignes vers Hokkaidō par la mer du Japon. Il s'agit de la deuxième filiale du groupe après Hankyu Ferry. Souhaitant ouvrir dès 1970 une ligne entre Maizuru et Otaru, ville portuaire située à l'ouest de Sapporo, un premier navire est immédiatement commandé aux chantiers Koyo Dockyard de Mihara. En attendant sa livraison, de nouvelles infrastructures portuaires sont installées à Maizuru mais aussi à Tsuruga, dont la municipalité a émis le souhait qu'une escale y soit réalisée.

### 1970-1980

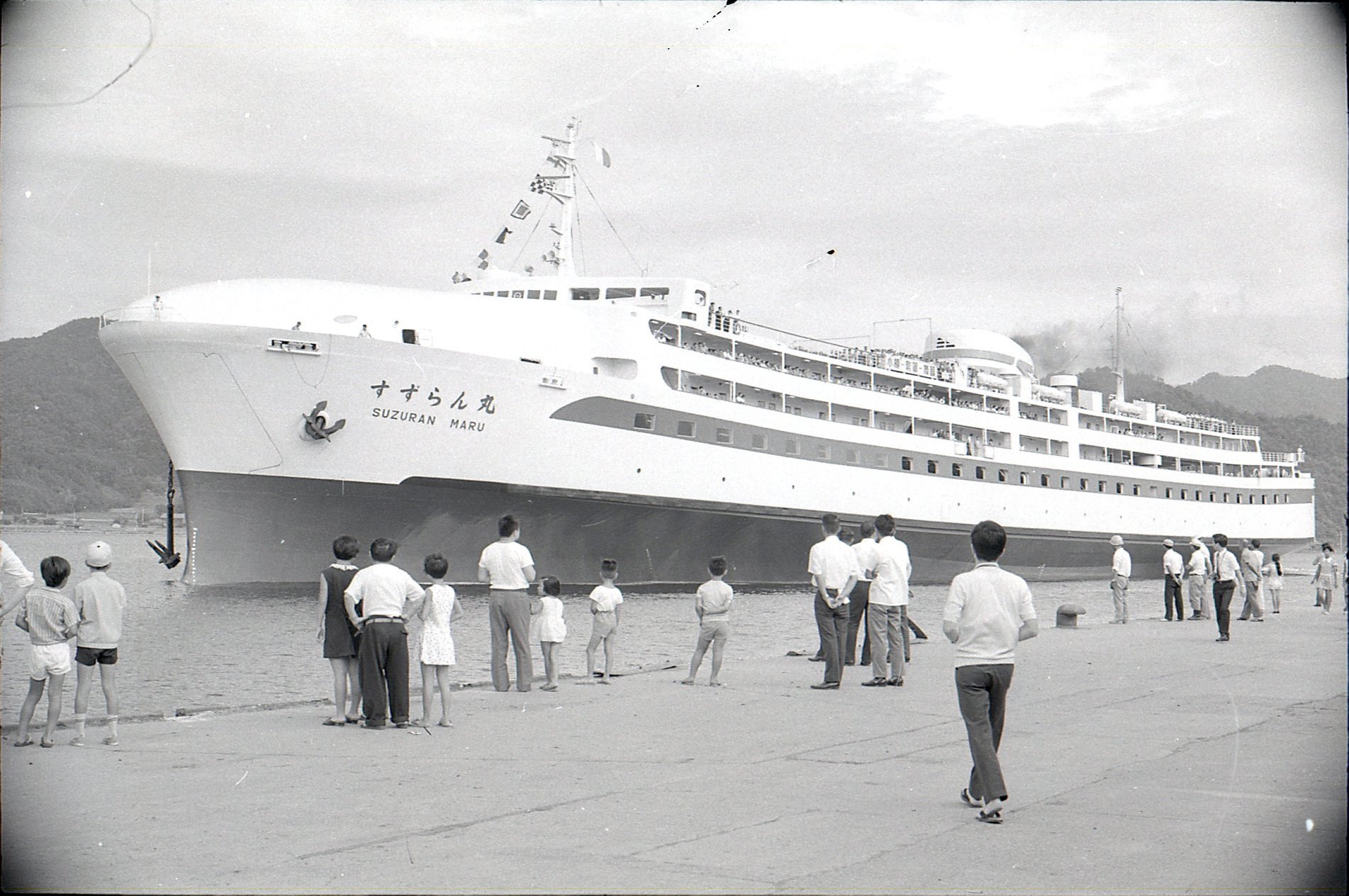
Le Suzuran Maru, premier navire de Shin Nihonkai Ferry, mis en service en 1970.

Shin Nihonkai Ferry commence ses activités en juillet 1970 avec la mise en service du car-ferry Suzuran Maru sur la ligne Maizuru - Tsuruga - Otaru. Rapidement, la compagnie gagne un certain succès auprès des passagers, satisfaits de la qualité des aménagements du navire. Mais sa vitesse insuffisante pose cependant des problèmes à Shin Nihonkai qui ne peut proposer que deux rotations par semaine. Afin d'augmenter les fréquences la compagnie passe commande de nouveaux navires. Deux car-ferries supplémentaires viennent ainsi renforcer la ligne, le Ferry Hamanasu en 1972 et le Ferry Akashia en 1973, ce qui permet à Shin Nihonkai de proposer six rotations par semaine.
En novembre 1974, le groupe Kanko Kisen transfère deux navires de Tokyu Ferry, une autre de ses filiales, au sein de Shin Nihonkai, les Ferry Tone et Ferry Tenryu qui sont rebaptisés Ferry Shirayuri et Ferry Suzuran. En conséquence, le Suzuran Maru intègre en 1975 la flotte de Tonku Ferry. L'arrivée des deux nouvelles unités permet à la compagnie d'assurer huit traversées par semaine. Elle permet également de libérer le Ferry Akashia qui est transféré dès le mois de juin sur une nouvelle ligne reliant Tsuruga, Niigata et Otaru. Le succès de cette nouvelle desserte entraînera le retour en flotte de l'ancien Suzuran Maru qui deviendra à l'occasion le Ferry Lilac. Il assure alors la traversée entre les deux villes à raison de trois aller-retours par semaine.
En 1979 la compagnie prend livraison de deux nouveaux navires, les New Suzuran et New Yūkari. Plus grands que leurs prédécesseurs, avec notamment une importante capacité de roulage, ils sont mis en service au départ de Tsuruga, permettant aux navires partant de Maizuru de relier directement Otaru sans escale et ainsi gagner du temps. Le Ferry Lilac est quant à lui retiré de la flotte à la fin de l'année et remplacé sur la ligne de Niigata par le Ferry Shirayuri .

### 1980-2000
Durant les années 1980 et 1990, Shin Nihonkai renouvèlera progressivement sa flotte avec des unités plus imposantes.
En juillet 1984, la compagnie passe à une dimension supérieure en réceptionnant le nouveau Ferry Lilac, alors plus grand car-ferry du Japon. Mis en service entre Maizuru et Otaru, cet imposant navire remplace le Ferry Suzuran qui devient un navire de réserve. 

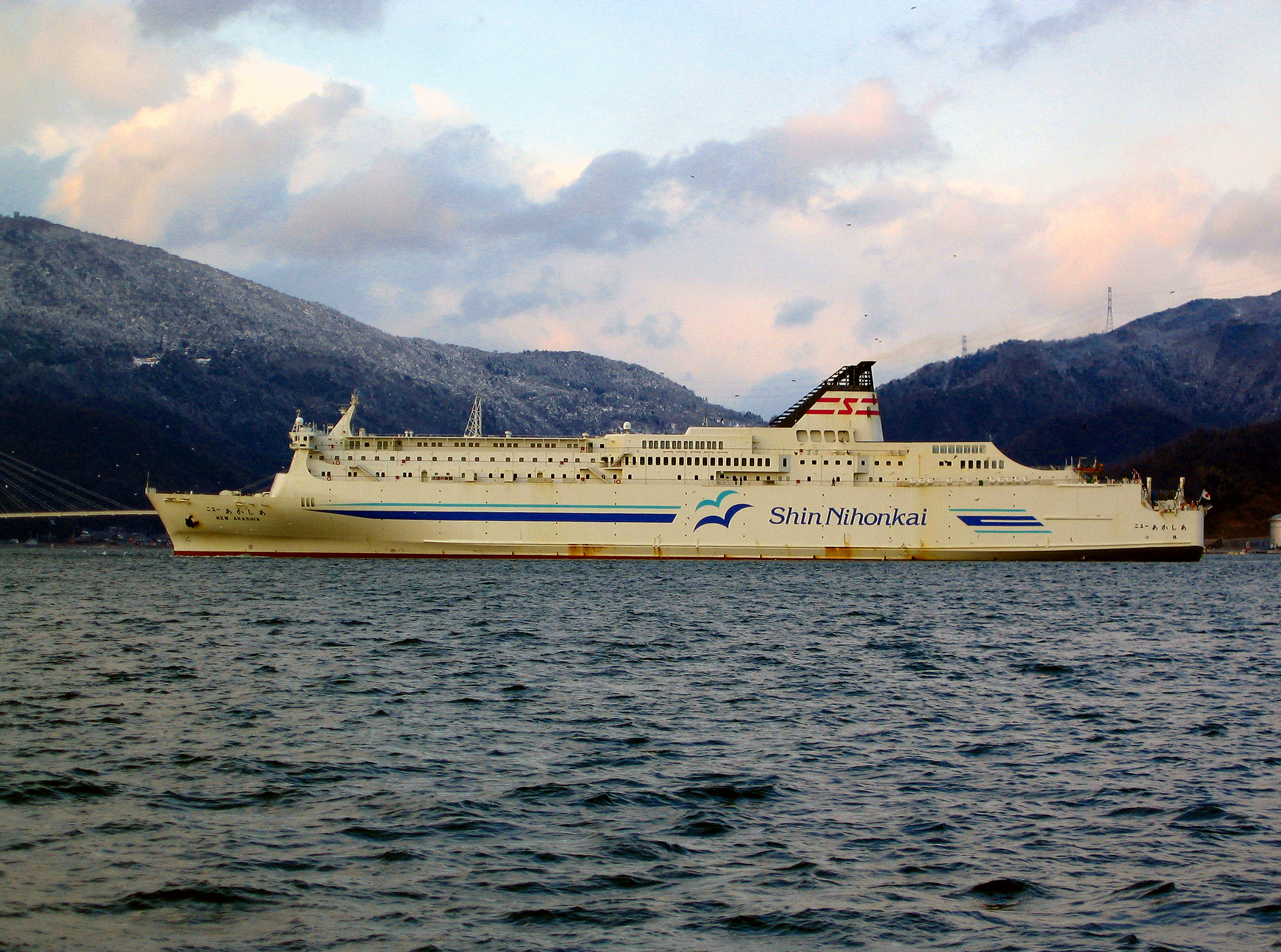
Le New Akashia, mis en service en 1988.

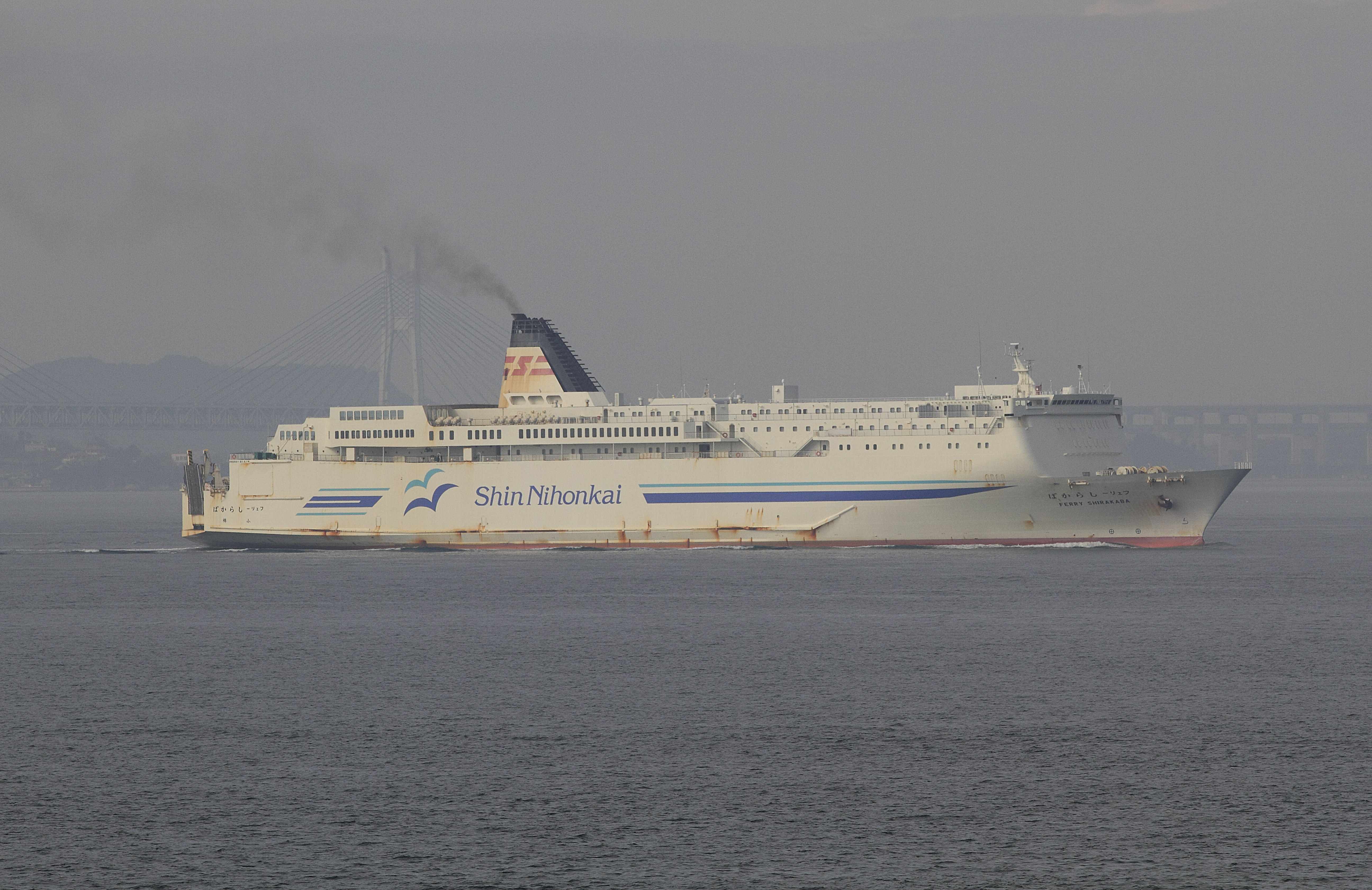
Le Ferry Shirakaba, mis en service en 1994.

Deux autres unités entrent en flotte en 1987, les New Hamanasu et New Shirayuri qui remplacent les anciens navires du même nom sur la ligne de Niigata. Le Ferry Akashia est également supplanté en 1988 par le New Akashia sur la ligne de Maizuru. D'une taille similaire à celle du Ferry Lilac, il se démarque toutefois par ses installations plus confortables, inspirées entre autres du nouveau Kiso de la compagnie Taiheiyō Ferry, naviguant sur la côte Pacifique, notamment avec la présence de promenades intérieures offrant une excellente vue sur la mer. Dans le but d'harmoniser sa flotte à ces nouveaux standards, Shin Nihonkai entreprend entre 1990 et 1992 quelques modifications sur le Ferry Lilac ainsi que sur les New Hamanasu et New Shirayuri.
En 1991, la compagnie prend livraison d'un sister-ship du New Akashia, le Ferry Lavender. Aligné avec son jumeau et le Ferry Lilac, il permet à la compagnie de relier quotidiennement Maizuru et Otaru.
La ligne de Niigata bénéficie elle aussi d'un nouvel apport en 1994 avec l'arrivée du Ferry Azalea en avril et du Ferry Shirakaba en juillet qui sont des versions plus abouties du New Akashia et du Ferry Lavender. Leur arrivée permet à Shin Nihonkai Ferry de proposer neuf traversées par semaine entre Niigata et Otaru.
À la suite du séisme de 1995 à Kobe, plusieurs navires de la compagnie, tels que le New Shirayuri et le Ferry Suzuran, servent à loger les équipes humanitaires. À l'issue de cette mission, le Ferry Suzuran, qui faisait office de navire de réserve depuis 1984, quitte la flotte.

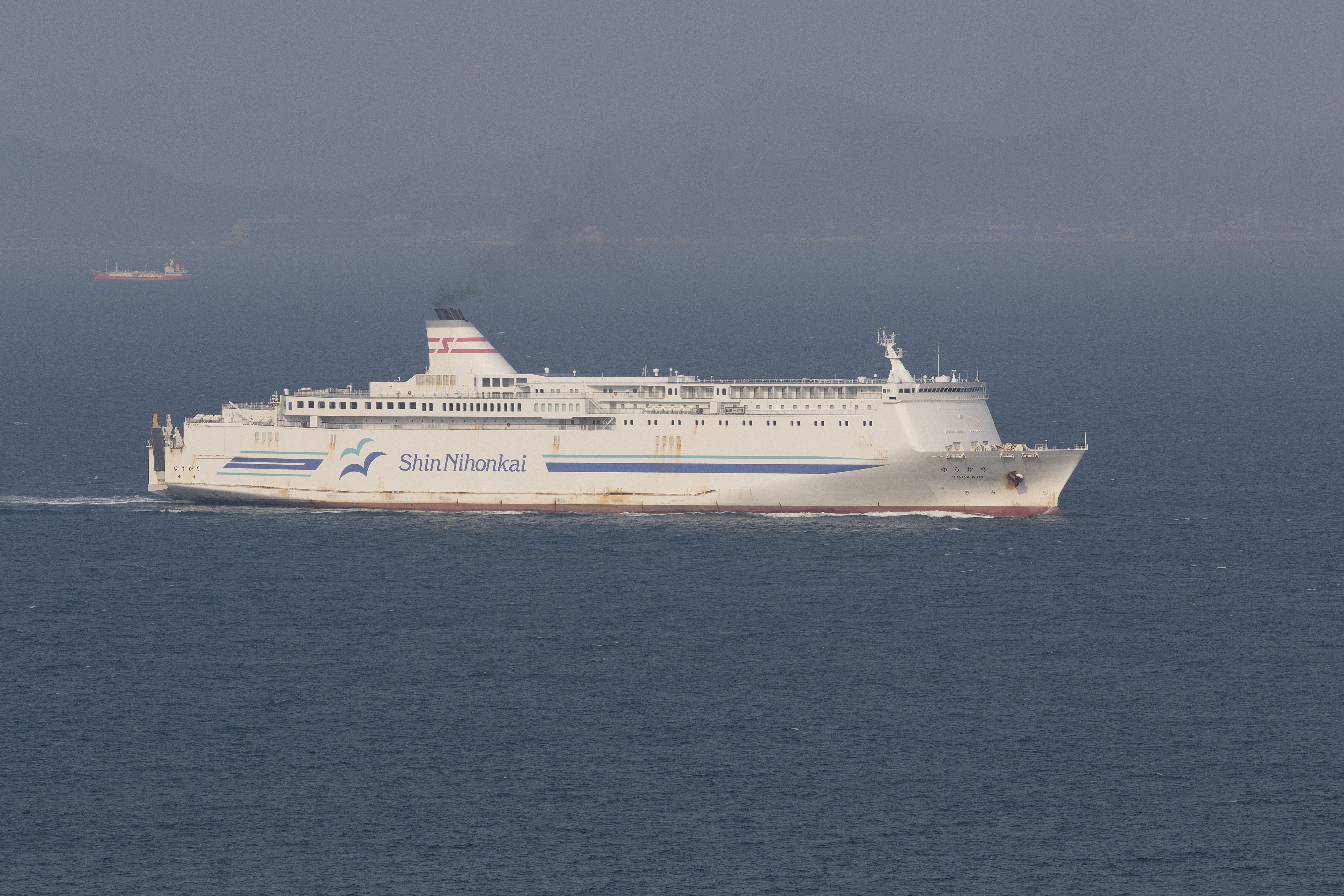
Le Yuukari, mis en service en 2003.

Le Hamanasu, mis en service en 2004.

En juin 1996, les New Suzuran et New Yūkari quittent à leur tour la flotte et sont remplacés par les sister-ships Suzuran et Suisen. À l'occasion de leur mise en service, un nouveau terminal est inauguré à Tsuruga. L'arrivée de ces navires, plus rapides que leurs prédécesseurs, est un atout pour la compagnie qui doit faire face à une concurrence de plus en plus rude de la part du tunnel du Seikan. La vitesse des derniers-nés de Shin Nihonkai permet de réduire de sept heures le temps de traversée. Les futures unités seront également dotés de moteurs semi-rapides plus performants. À cette même période, Shin Nihonkai adopte une nouvelle identité visuelle avec l'ajout sur ses navires d'un logo, dont la graphie est inspirée de la marque commerciale Cruising Resort, et de bandes bleues en remplacement de la traditionnelle bande verte. Tout d'abord peinte sur les nouveaux Suzuran et Suisen, elle sera apposée sur l'ensemble de la flotte l'année suivante.
En juillet 1999, une nouvelle ligne reliant Tsuruga, Niigata, Akita et Tomakomai, au sud de Sapporo, est ouverte à l'aide du New Hamanasu et du New Shirayuri.

### Depuis 2000
Entre 2002 et 2003, les nouveaux car-ferries Lilac et Yuukari entrent en service entre Niigata et Otaru entraînant respectivement le départ du New Hamanasu et du New Shirayuri et le transfert des jumeaux Ferry Azalea et Ferry Shirakaba entre Tsuruga, Niigata, Akita et Tomakomai. En septembre 2002, le port d'arrivée de la ligne de Tsuruga est déménagé à Tomakomai. 
L'année suivante, les nouveaux Hamanasu et Akashia sont mis en service en remplacement du Ferry Lilac, du New Akashia et du Ferry Lavender. Dotés d'un appareil propulsif très puissant leur conférant une vitesse de 30 nœuds, Ces unités permettent à la compagnie de conserver les fréquences habituelles entre Maizuru et Otaru en employant seulement deux navires au lieu de trois jusqu'alors. 

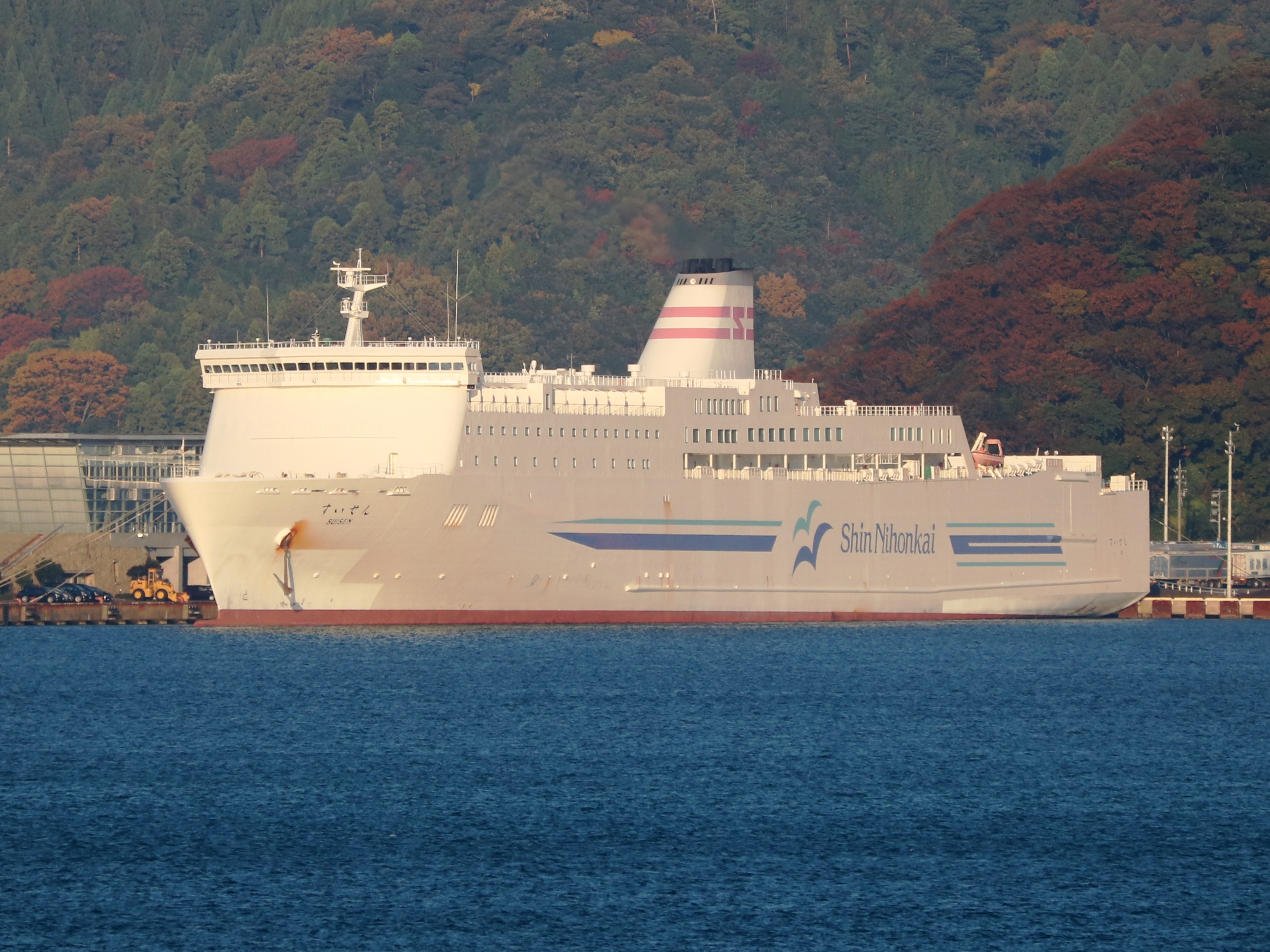
Le Suisen, mis en service en 2012.

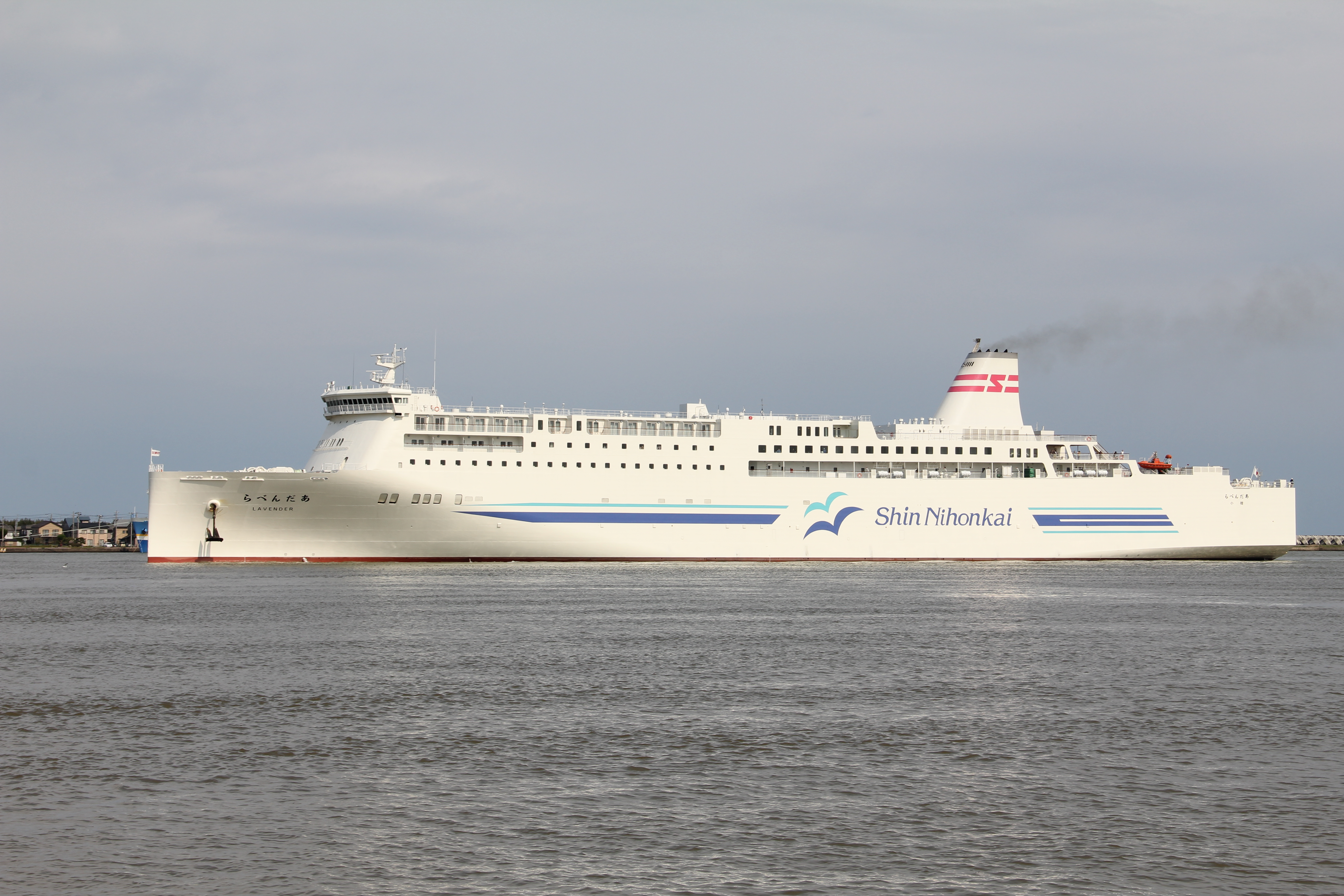
Le Lavender, mis en service en 2017.

En 2012 Shin Nihonkai réceptionne pour la première fois depuis huit ans deux unités neuves équipées du même système de propulsion que les jumeaux Hamanasu et Akashia, les nouveaux Suzuran et Suisen, qui remplacent leurs aînés du même nom sur la ligne Tsuruga - Tomakomai. Tandis que l'ancien Suzuran est affrété par le ministère de la Défense japonais, le Suisen restera désarmé pendant près de sept ans avant d'être finalement racheté en 2019 par un acheteur sud-coréen.
En 2017, les sister-ships ultra modernes Lavender et Azalea sont mis en service entre Niigata et Otaru, ce qui conduit au déplacement du Lilac et du Yuukari sur la ligne Niigata - Akita - Tomakomai à la place des Ferry Shirakaba et Ferry Azalea qui sont vendus.
Au cours de l'année 2020, la compagnie entreprend de réduire les émissions de soufre émanant de certains de ses navires. Entre février et mars, ses ferries les plus récents Lavender, Azalea, Suzuran et Suisen sont équipés de scrubbers, dispositifs de traitement des fumées installés au niveau de leur cheminées.

## Flotte

### Flotte actuelle
La flotte de Shin Nihonkai Ferry est actuellement composée de huit navires.
| Navire   | Pavillon | Type         | Construction | Entrée en flotte | Tonnage    | Longueur | Largeur | Capacité  | Capacité  | Capacité  | Vitesse    | Statut     |
| Navire   | Pavillon | Type         | Construction | Entrée en flotte | Tonnage    | Longueur | Largeur | Passagers | Véhicules | Remorques | Vitesse    | Statut     |
| -------- | -------- | ------------ | ------------ | ---------------- | ---------- | -------- | ------- | --------- | --------- | --------- | ---------- | ---------- |
| Suzuran  |          | Ferry rapide | 2012         | 2012             | 17 382 UMS | 224,50 m | 26 m    | 613       | 58        | 158       | 27 nœuds   | En service |
| Suisen   |          | Ferry rapide | 2012         | 2012             | 17 382 UMS | 224,50 m | 26 m    | 613       | 58        | 158       | 27 nœuds   | En service |
| Hamanasu |          | Ferry rapide | 2004         | 2004             | 16 810 UMS | 224,80 m | 26 m    | 746       | 66        | 158       | 30,5 nœuds | En service |
| Akashia  |          | Ferry rapide | 2004         | 2004             | 16 810 UMS | 224,80 m | 26 m    | 746       | 66        | 158       | 30,5 nœuds | En service |
| Lavender |          | Ferry        | 2017         | 2017             | 14 125 UMS | 197,25 m | 26,69 m | 600       | 22        | 150       | 25,5 nœuds | En service |
| Azalea   |          | Ferry        | 2017         | 2017             | 14 125 UMS | 197,25 m | 26,69 m | 600       | 22        | 150       | 25,5 nœuds | En service |
| Yuukari  |          | Ferry        | 2002         | 2002             | 18 229 UMS | 199,90 m | 26,50 m | 892       | 58        | 146       | 22,7 nœuds | En service |
| Lilac    |          | Ferry        | 2002         | 2002             | 18 229 UMS | 199,90 m | 26,50 m | 892       | 58        | 146       | 22,7 nœuds | En service |

### Futurs navires
À la fin de l'année 2024, Shin Nihonkai Ferry a lancé la construction de deux nouveaux navires destinés à remplacer les jumeaux Hamanasu et Akashia sur la ligne Maizuru - Otaru. Actuellement en construction aux chantiers Mitsubishi Heavy Industries de Shimonoseki, le premier des deux nouveaux ferries a été lancé le 29 avril 2025 devrait être livré au mois de décembre,.
| Navire           | Pavillon | Type         | Chantier                    | Livraison | Tonnage    | Longueur | Largeur | Capacité  | Capacité  | Capacité  | Vitesse    | Statut   |
| Navire           | Pavillon | Type         | Chantier                    | Livraison | Tonnage    | Longueur | Largeur | Passagers | Véhicules | Remorques | Vitesse    | Statut   |
| ---------------- | -------- | ------------ | --------------------------- | --------- | ---------- | -------- | ------- | --------- | --------- | --------- | ---------- | -------- |
| Keyaki           |          | Ferry rapide | Mitsubishi Heavy Industries | 2025      | 14 300 UMS | 199 m    | ?       | 286       | 30        | 150       | 28,3 nœuds | Lancé    |
| Nouveau Navire 2 |          | Ferry rapide | Mitsubishi Heavy Industries | 2026      | 14 300 UMS | 199 m    | ?       | 286       | 30        | 150       | 28,3 nœuds | Commandé |

### Anciens navires
| Navire          | Pavillon | Type         | Construction | Période             | Tonnage    | Longueur | Largeur | Passagers | Véhicules | Vitesse    | Statut |
| --------------- | -------- | ------------ | ------------ | ------------------- | ---------- | -------- | ------- | --------- | --------- | ---------- | --- |
| Ferry Lilac     |          | Ferry        | 1970         | 1970-1975 1977-1979 | 9 053 UMS  | 160,50 m | 25,60 m | 1 107     | 150       | 22 nœuds   | Transféré en 1975 au sein de Tonku Ferry, réintègre ensuite Shin Nihonkai en 1977. A terminé sa carrière sous le nom de Poseidon. Démoli en 2010. |
| Ferry Hamanasu  |          | Ferry        | 1972         | 1972-1987           | 9 875 UMS  | 160,50 m | 26,40 m | 1 171     | 124       | 21 nœuds   | A terminé sa carrière pour le compte de la compagnie grecque ANEK Lines sous le nom de Lissos. Démoli à Alang en 2011.                            |
| Ferry Shirayuri |          | Ferry        | 1973         | 1975-1987           | 9 081 UMS  | 162 m    | 26,40 m | 596       | 54        | 21 nœuds   | Rayé des listes ou perdu au début des années 2000.                                                                                                |
| Ferry Akashia   |          | Ferry        | 1973         | 1973-1988           | 11 295 UMS | 180,50 m | 26,40 m | 1 387     | 150       | 23 nœuds   | A terminé sa carrière pour le compte de la compagnie philippine Sulpicio Lines sous le nom de Filipina Princess. Démoli en 2011.                  |
| Ferry Suzuran   |          | Ferry        | 1973         | 1975-1995           | 8 194 UMS  | 162 m    | 26 m    | 580       | 54        | ?          | A terminé sa carrière en 2018 aux Philippines sous le nom de Manila Bay 1.                                                                        |
| New Suzuran     |          | Ferry        | 1979         | 1979-1996           | 14 385 UMS | 191,80 m | 29,40 m | 872       | 85        | 22,5 nœuds | A navigué pour la compagnie grecque ANEK Lines de 1997 à 2023 sous le nom de Kriti I.                                                             |
| New Yūkari      |          | Ferry        | 1979         | 1979-1996           | 14 374 UMS | 191,80 m | 29,40 m | 872       | 85        | 22,5 nœuds | A navigué pour la compagnie grecque ANEK Lines de 1997 à 2024 sous le nom de Kriti II. Démoli à Aliağa en 2025.                                   |
| New Hamanasu    |          | Ferry        | 1987         | 1987-2002           | 17 304 UMS | 184,50 m | 26,50 m | 929       | 103       | 22,6 nœuds | A terminé sa carrière en tant que cargo pour une compagnie indonésienne sous le nom de Roro Prayasti. Démoli en 2018.                             |
| New Shirayuri   |          | Ferry        | 1987         | 1987-2003           | 17 305 UMS | 184,50 m | 26,50 m | 929       | 103       | 22,6 nœuds | A terminé sa carrière pour le compte de la compagnie japonaise Suzhou Shimonoseki Ferry sous le nom d‘Utopia 2. Démoli en 2016.                   |
| Ferry Lilac     |          | Ferry        | 1984         | 1984-2004           | 18 268 UMS | 192,91 m | 29,4 m  | 788       | 55        | 21,8 nœuds | Naufrage au large des Philippines le 21 juin 2008 sous le nom de Princess of the Stars.                                                           |
| New Akashia     |          | Ferry        | 1988         | 1988-2004           | 19 796 UMS | 192,90 m | 29,40 m | 800       | 80        | 21,8 nœuds | Navigue actuellement pour la compagnie grecque Hellenic Seaways sous le nom de Nissos Samos.                                                      |
| Ferry Lavender  |          | Ferry        | 1991         | 1991-2004           | 19 904 UMS | 192,90 m | 29,43 m | 796       | 80        | 21,8 nœuds | A terminé sa carrière au sein de la compagnie singapourienne Oceanic Group sous le nom de Ocean Grand. Démoli en 2017.                            |
| Suzuran         |          | Ferry rapide | 1996         | 1996-2012           | 17 345 UMS | 199,50 m | 25 m    | 515       | 80        | 29,4 nœuds | Sert désormais de transport de troupes et de matériel pour le compte du ministère de la Défense japonais.                                         |
| Ferry Azalea    |          | Ferry        | 1994         | 1994-2017           | 20 554 UMS | 195,49 m | 29,50 m | 926       | 80        | 25,6 nœuds | Vendu en Indonésie et rebaptisé Mutiara Berkah I. Détruit par un incendie le 6 septembre 2023.                                                    |
| Ferry Shirakaba |          | Ferry        | 1994         | 1994-2017           | 20 555 UMS | 195,49 m | 29,50 m | 926       | 80        | 25,6 nœuds | Navigue actuellement en Indonésie sous le nom de Mutiara Ferindo VII.                                                                             |
| Suisen          |          | Ferry rapide | 1996         | 1996-2019           | 17 329 UMS | 199,45 m | 25 m    | 515       | 80        | 29,4 nœuds | Vendu en Corée du Sud en avril 2019. Démoli en 2022.                                                                                              |

## Lignes
Shin Nihonkai Ferry opère toute l'année vers l'île d'Hokkaidō à partir de plusieurs ports de la côte nord-ouest de l'île d'Honshū. 

### Honshū-Hokkaidō
| Ligne                                 | Durée         | Navires             |
| ------------------------------------- | ------------- | ------------------- |
| Maizuru - Otaru                       | au moins 21 h | Hamanasu et Akashia |
| Niigata - Otaru                       | au moins 16 h | Lavender et Azalea  |
| Tsuruga - Tomakomai                   | au moins 20 h | Suzuran et Suisen   |
| Tsuruga - Niigata - Akita - Tomakomai | au moins 34 h | Lilac et Yuukari    |